# III. Caius Iulius Caesar
Caius Iulius Caesar (körülbelül i. e. 140 - i. e. 85), e néven a harmadik ismert római történelmi személy. II. Caius Iulius Caesar fia, az ő fia pedig Caius Iulius Caesar, a diktátor. Caius Marius, a sógor támogatója.
Felesége Aurelia Cotta, az Aurelii és Rutilii családok leszármazottja. Leánya, Iulia Caesaris (nem tévesztendő össze nagynénjével, Iulia Caesarisszal és unokahúgával, Iulia Caesarisszal) Marcus Atius Balbus felesége lett.
Caesar előrehaladása a cursus honorum ranglétráján jól követhető, bár nem igazán dátumozható. Cercina colonia biztosa, majd tribunus, questor, praetor. Az i. e. '90-es években Asia helytartója. Ez a karrier körülbelül i. e. 103 és i. e. 92 közé tehető.
Fiát, a későbbi diktátort Marcus Antonius Oratornál, a legjobb római szónoknál taníttatta.
I. e. 85-ben hirtelen halállal halt meg, bár lehet, hogy a források összekeverik apát és fiát, ugyanis II. Caesarnak igen hasonló halált tulajdonítanak.
Végrendeletében birtokait és javait gyermekeire - nagyrészt Iuliusra - hagyta, azonban Marius bukása után az örökség legnagyobb részét elkobozták Lucius Cornelius Sulla diktatúrája alatt.

## Fordítás
- Ez a szócikk részben vagy egészben  a   Gaius Julius Caesar (proconsul of Asia, 90s BC) című angol Wikipédia-szócikk fordításán alapul.  Az eredeti cikk szerkesztőit annak laptörténete sorolja fel. Ez a jelzés csupán a megfogalmazás eredetét és a szerzői jogokat jelzi, nem szolgál a cikkben szereplő információk forrásmegjelöléseként.